# Graham King
Graham King (Londres, 19 de dezembro de 1961) é um produtor cinematográfico. Dentre seus trabalhos de destaque, The Departed que lhe rendeu o prêmio de Melhor Filme no Oscar 2007. Graham é presidente e CEO de empresas de produção Initial Entertaniment Group e GK Films. Como reconhecimento, foi nomeado ao Óscar 2019 na categoria de Melhor Filme por Bohemian Rhapsody.

## Filmografia
- Mojave Moon (1996) (agradecimentos)
- Changing Habits (1997) (produtor executivo)
- Very Bad Things (1998) (agradecimentos)
- Ping! (2000) (produtor executivo)
- Dr. T & the Women (2000) (co-producer)
- Traffic (2000) (produtor executivo)
- Ali (2001) (produtor executivo)
- The Dangerous Lives of Altar Boys (2002) (produtor executivo)
- Desert Saints (2002) (produtor executivo)
- Gangs of New York (2002) (co-produtor executivo)
- The Aviator (2004) (produtor)
- Traffic (2004) (produtor executivo)
- The Ballad of Jack and Rose (2005) (produtor executivo)
- An Unfinished Life (2005) (produtor executivo)
- The Departed (2006) (produtor)
- Blood Diamond (2006) (produtor)
- First Born (2007) (produtor executivo)
- Next (2007) (produtor)
- Gardener of Eden (2007) (produtor executivo)
- The Young Victoria (2009) (produtor)
- Edge of Darkness (2010) (produtor)
- London Boulevard (2010) (produtor)
- The Town (2010) (produtor)
- The Tourist (2010) (produtor)
- Camelot (2011) (produtor executivo)
- Rango (2011) (produtor)
- The Rum Diary (2011) (produtor)
- Hugo (2011) (produtor)
- In the Land of Blood and Honey (2011) (produtor)
- Dark Shadows (2012) (produtor)
- Argo (2012) (produtor executivo)
- World War Z (2013) (produtor executivo)
- Jersey Boys (2014) (produtor)
- The 5th Wave (2016) (produtor)
- Allied (2016) (produtor)
- Tomb Raider (2018) (produtor)
- Bohemian Rhapsody (2018) (produtor)
- The Magic Finger (TBA) (produtor)
- Michael (TBA) (produtor)